# Pro uródov i liudei
Pro uródov i liudei (en ciríl·lic: Про уродов и людей; lit. Sobre els monstres i la gent; títol internacional en anglès: Of Freaks and Men) és una comèdia dramàtica russa de 1998 dirigida per Aleksei Balabànov.

## Sinopsi
La pel·lícula narra la història de dues famílies a la Rússia de principis de segle xx, en un ambient aparentment respectable, burgès i elegant. Johan (Serguei Makovetski) arriba a Sant Petersburg, mentre que el doctor Stàssov (Aleksandr Mezéntsev) i la seva dona (Anzhelika Nevolina) decideixen adoptar dos bessons siamesos. La intrusió de Víktor Ivànovitx (Víktor Sukhorúkov) i altres personatges amb tendències sadomasoquistes i pornogràfiques que decideixen gravar les seves experiències davant d'un grup de curiosos canvia el curs de les famílies i posa de manifest un incipient i tímid corrent clandestí d'aquest tipus d'inclinacions.

## Premissa
Filmada inicialment en blanc i negre, després completament en to sèpia, aquesta pel·lícula ambientada a la Rússia del canvi de segle se centra en dues famílies i la seva decadència a mans d'un sol home, Johann, i les seves dèries pornogràfiques. Aclamada per alguns com una obra mestra, la pel·lícula tracta sobre la decadència de la societat russa com a resultat de l'auge del capitalisme.

## Repartiment
- Sergei Makovetski - Johann
- Víktor Sukhorúkov - Viktor
- Anjélika Nevolina - Catalina Kiril·lovna Stàssova, esposa del doctor
- Dinara Drukarova - Lisa
- Alexa Deux - Kohl
- Genghis Tsidendambaev - Toll
- Vadim Prokhorov - Putilov
- Aleksandr Mezéntsev - Doctor Stàssov
- Igor Xibanov - Enginyer Radloff
- Daria Lesnikova - Grunia
- Tatiana Polonskaia - Daria

## Banda sonora
La banda sonora està extreta del ballet Romeu i Julieta de Prokofiev i Quadres d'una exposició de Mussorgski.

## Premis
Als Premis del Gremi Rus de Crítics de Cinema de 1998, la pel·lícula va rebre els premis al millor director (Aleksei Balabànov), al millor director de fotografia (Serguei Astakhov), a la millor direcció artística (Vera Zelinskaia), al millor actor masculí (Serguei Makovetski) i al millor actor secundari (Maksim Sukhanov).
Als premis Nika, la pel·lícula va obtenir el guardó a la millor pel·lícula i a la millor direcció (Aleksei Balabànov).